# El pensamiento del corazón
El pensamiento del corazón & Anima mundi: el retorno del alma al mundo (en inglés The Thought of the Heart and the Soul of the World) son dos ensayos de 1981 y 1982 respectivamente escritos por el psicólogo y analista junguiano estadounidense James Hillman.

## Sinopsis
Obra compuesta por dos ensayos, en el primero de ellos, El pensamiento del corazón (1981), Hillman considera que la psicología profunda debe ir más allá de cualquier terapia o consideración individual, para enseñarnos a recuperar la experiencia vital del corazón y del alma a partir de la antigua sabiduría planteada por Platón, Ficino y Henry Corbin. Elimina los prejuicios mecanicistas y apunta a una nueva dirección que denomina psicología profunda de la extroversión, terapia que se expresa mediante imágenes y potencia el poder imaginativo.
En su segundo ensayo, Anima mundi: el retorno del alma al mundo (1982), Hillman conduce la psicología arquetipal hacia una nueva senda que destaca la urgencia de hacer retornar el alma al mundo para así poder sentirnos parte de él y entablar una relación más íntima y profunda con nuestro entorno.